# 1990年のアメリカンリーグチャンピオンシップシリーズ
1990年の野球において、メジャーリーグベースボール（MLB）のポストシーズンは10月4日に開幕した。アメリカンリーグの第22回リーグチャンピオンシップシリーズ（22nd American League Championship Series、以下「リーグ優勝決定戦」と表記）は、6日から10日にかけて計4試合が開催された。その結果、オークランド・アスレチックス（西地区）がボストン・レッドソックス（東地区）を4勝0敗で下し、3年連続15回目のリーグ優勝および14回目のワールドシリーズ進出を果たした。
この年のレギュラーシーズンでは両球団は12試合対戦し、アスレチックスが8勝4敗と勝ち越していた。両球団がリーグ優勝決定戦で対戦するのは1988年以来2年ぶり3度目で、今シリーズも前回対戦と同じくアスレチックスが負けなしの "スウィープ" で制した。アスレチックスは1989年リーグ優勝決定戦・第4戦から続くポストシーズンでの連勝を、レッドソックスは1986年ワールドシリーズ第6戦から続くポストシーズンでの連敗を、それぞれ10に伸ばした。アスレチックスの連勝記録は歴代2位であり、レッドソックスの連敗記録も歴代2位タイである。シリーズMVPには、第1戦と第4戦の2度の先発登板でいずれも8.0イニングを投げて勝利投手となり、防御率1.13という成績を残したアスレチックスのデーブ・スチュワートが選出された。しかしアスレチックスは、ワールドシリーズではナショナルリーグ王者シンシナティ・レッズに0勝4敗で敗れ、ポストシーズン連勝記録を止められたうえに2年連続10度目の優勝も逃した。

## 試合結果
1990年のアメリカンリーグ優勝決定戦は10月6日に開幕し、途中に移動日を挟んで5日間で4試合が行われた。日程・結果は以下の通り。
| 日付                                                         | 試合  | ビジター球団（先攻）         | スコア | ホーム球団（後攻）           | 開催球場                                        | 開催球場                                                              |
| ------------------------------------------------------------ | ----- | ---------------------------- | ------ | ---------------------------- | ----------------------------------------------- | --------------------------------------------------------------------- |
| 10月06日（土）                                               | 第1戦 | オークランド・アスレチックス | 9－1   | ボストン・レッドソックス     | フェンウェイ・パーク                            | フェンウェイ・パークオークランド・アラメダ・ · カウンティ・コロシアム |
| 10月07日（日）                                               | 第2戦 | オークランド・アスレチックス | 4－1   | ボストン・レッドソックス     | フェンウェイ・パーク                            | フェンウェイ・パークオークランド・アラメダ・ · カウンティ・コロシアム |
| 10月08日（月）                                               |       | 移動日                       | 移動日 | 移動日                       |                                                 | フェンウェイ・パークオークランド・アラメダ・ · カウンティ・コロシアム |
| 10月09日（火）                                               | 第3戦 | ボストン・レッドソックス     | 1－4   | オークランド・アスレチックス | オークランド・アラメダ・ カウンティ・コロシアム | フェンウェイ・パークオークランド・アラメダ・ · カウンティ・コロシアム |
| 10月10日（水）                                               | 第4戦 | ボストン・レッドソックス     | 1－3   | オークランド・アスレチックス | オークランド・アラメダ・ カウンティ・コロシアム | フェンウェイ・パークオークランド・アラメダ・ · カウンティ・コロシアム |
| 優勝：オークランド・アスレチックス（4勝0敗 / 3年連続15度目） |       |                              |        |                              |                                                 | フェンウェイ・パークオークランド・アラメダ・ · カウンティ・コロシアム |

### 第1戦 10月6日
- フェンウェイ・パーク（マサチューセッツ州ボストン）

|                              | 1 | 2 | 3 | 4 | 5 | 6 | 7 | 8 | 9 | R | H  | E |
| ---------------------------- | - | - | - | - | - | - | - | - | - | - | -- | - |
| オークランド・アスレチックス | 0 | 0 | 0 | 0 | 0 | 0 | 1 | 1 | 7 | 9 | 13 | 0 |
| ボストン・レッドソックス     | 0 | 0 | 0 | 1 | 0 | 0 | 0 | 0 | 0 | 1 | 5  | 1 |

1. 勝利：デーブ・スチュワート（1勝）
2. 敗戦：ラリー・アンダーセン（1敗）
3. 本塁打
BOS：ウェイド・ボッグス1号ソロ
4. 審判
［球審］リッチ・ガルシア
［塁審］一塁: ジョン・ハーシュベック、二塁: ジム・エバンス、三塁: テリー・クーニー
［外審］左翼: ビック・ボルタジオ、右翼: ラリー・マッコイ
5. 試合開始時刻: 東部夏時間（UTC-4）午後8時30分  試合時間: 3時間26分  観客: 3万5192人  気温: 74°F（23.3°C）
詳細: Baseball-Reference.com

| オークランド・アスレチックス | オークランド・アスレチックス | オークランド・アスレチックス | オークランド・アスレチックス | オークランド・アスレチックス | ボストン・レッドソックス | ボストン・レッドソックス | ボストン・レッドソックス | ボストン・レッドソックス | ボストン・レッドソックス |
| ---------------------------- | ---------------------------- | ---------------------------- | ---------------------------- | --- | ------------------------ | ------------------------ | ------------------------ | ------------------------ | --- |
| 打順                         | 守備                         | 選手                         | 打席                         | D・スチュワートT・スタインバックM・マグワイアM・ガイエゴC・ランス · フォードW・ワイスR・ヘンダーソンW・マギーJ・カンセコH・ベインズ | 打順                     | 守備                     | 選手                     | 打席                     | R・クレメンスT・ペーニャC・キンタナJ・リードW・ボッグスL・リベラM・グリーン · ウェルE・バークスT・ブラナン · スキーD・エバンス |
| 1                            | 左                           | R・ヘンダーソン              | 右                           | D・スチュワートT・スタインバックM・マグワイアM・ガイエゴC・ランス · フォードW・ワイスR・ヘンダーソンW・マギーJ・カンセコH・ベインズ | 1                        | 二                       | J・リード                | 右                       | R・クレメンスT・ペーニャC・キンタナJ・リードW・ボッグスL・リベラM・グリーン · ウェルE・バークスT・ブラナン · スキーD・エバンス |
| 2                            | 中                           | W・マギー                    | 両                           | D・スチュワートT・スタインバックM・マグワイアM・ガイエゴC・ランス · フォードW・ワイスR・ヘンダーソンW・マギーJ・カンセコH・ベインズ | 2                        | 一                       | C・キンタナ              | 右                       | R・クレメンスT・ペーニャC・キンタナJ・リードW・ボッグスL・リベラM・グリーン · ウェルE・バークスT・ブラナン · スキーD・エバンス |
| 3                            | 右                           | J・カンセコ                  | 右                           | D・スチュワートT・スタインバックM・マグワイアM・ガイエゴC・ランス · フォードW・ワイスR・ヘンダーソンW・マギーJ・カンセコH・ベインズ | 3                        | 三                       | W・ボッグス              | 左                       | R・クレメンスT・ペーニャC・キンタナJ・リードW・ボッグスL・リベラM・グリーン · ウェルE・バークスT・ブラナン · スキーD・エバンス |
| 4                            | DH                           | H・ベインズ                  | 左                           | D・スチュワートT・スタインバックM・マグワイアM・ガイエゴC・ランス · フォードW・ワイスR・ヘンダーソンW・マギーJ・カンセコH・ベインズ | 4                        | 中                       | E・バークス              | 右                       | R・クレメンスT・ペーニャC・キンタナJ・リードW・ボッグスL・リベラM・グリーン · ウェルE・バークスT・ブラナン · スキーD・エバンス |
| 5                            | 三                           | C・ランスフォード            | 右                           | D・スチュワートT・スタインバックM・マグワイアM・ガイエゴC・ランス · フォードW・ワイスR・ヘンダーソンW・マギーJ・カンセコH・ベインズ | 5                        | 左                       | M・グリーンウェル        | 左                       | R・クレメンスT・ペーニャC・キンタナJ・リードW・ボッグスL・リベラM・グリーン · ウェルE・バークスT・ブラナン · スキーD・エバンス |
| 6                            | 捕                           | T・スタインバック            | 右                           | D・スチュワートT・スタインバックM・マグワイアM・ガイエゴC・ランス · フォードW・ワイスR・ヘンダーソンW・マギーJ・カンセコH・ベインズ | 6                        | DH                       | D・エバンス              | 右                       | R・クレメンスT・ペーニャC・キンタナJ・リードW・ボッグスL・リベラM・グリーン · ウェルE・バークスT・ブラナン · スキーD・エバンス |
| 7                            | 一                           | M・マグワイア                | 右                           | D・スチュワートT・スタインバックM・マグワイアM・ガイエゴC・ランス · フォードW・ワイスR・ヘンダーソンW・マギーJ・カンセコH・ベインズ | 7                        | 右                       | T・ブラナンスキー        | 右                       | R・クレメンスT・ペーニャC・キンタナJ・リードW・ボッグスL・リベラM・グリーン · ウェルE・バークスT・ブラナン · スキーD・エバンス |
| 8                            | 遊                           | W・ワイス                    | 両                           | D・スチュワートT・スタインバックM・マグワイアM・ガイエゴC・ランス · フォードW・ワイスR・ヘンダーソンW・マギーJ・カンセコH・ベインズ | 8                        | 捕                       | T・ペーニャ              | 右                       | R・クレメンスT・ペーニャC・キンタナJ・リードW・ボッグスL・リベラM・グリーン · ウェルE・バークスT・ブラナン · スキーD・エバンス |
| 9                            | 二                           | M・ガイエゴ                  | 右                           | D・スチュワートT・スタインバックM・マグワイアM・ガイエゴC・ランス · フォードW・ワイスR・ヘンダーソンW・マギーJ・カンセコH・ベインズ | 9                        | 遊                       | L・リベラ                | 右                       | R・クレメンスT・ペーニャC・キンタナJ・リードW・ボッグスL・リベラM・グリーン · ウェルE・バークスT・ブラナン · スキーD・エバンス |
| 先発投手                     | 先発投手                     | 先発投手                     | 投球                         | D・スチュワートT・スタインバックM・マグワイアM・ガイエゴC・ランス · フォードW・ワイスR・ヘンダーソンW・マギーJ・カンセコH・ベインズ | 先発投手                 | 先発投手                 | 先発投手                 | 投球                     | R・クレメンスT・ペーニャC・キンタナJ・リードW・ボッグスL・リベラM・グリーン · ウェルE・バークスT・ブラナン · スキーD・エバンス |
| D・スチュワート              | D・スチュワート              | D・スチュワート              | 右                           | D・スチュワートT・スタインバックM・マグワイアM・ガイエゴC・ランス · フォードW・ワイスR・ヘンダーソンW・マギーJ・カンセコH・ベインズ | R・クレメンス            | R・クレメンス            | R・クレメンス            | 右                       | R・クレメンスT・ペーニャC・キンタナJ・リードW・ボッグスL・リベラM・グリーン · ウェルE・バークスT・ブラナン · スキーD・エバンス |

### 第2戦 10月7日
- フェンウェイ・パーク（マサチューセッツ州ボストン）

|                              | 1 | 2 | 3 | 4 | 5 | 6 | 7 | 8 | 9 | R | H  | E |
| ---------------------------- | - | - | - | - | - | - | - | - | - | - | -- | - |
| オークランド・アスレチックス | 0 | 0 | 0 | 1 | 0 | 0 | 1 | 0 | 2 | 4 | 13 | 1 |
| ボストン・レッドソックス     | 0 | 0 | 1 | 0 | 0 | 0 | 0 | 0 | 0 | 1 | 6  | 0 |

1. 勝利：ボブ・ウェルチ（1勝）
2. セーブ：デニス・エカーズリー（1S）
3. 敗戦：グレッグ・ハリス（1敗）
4. 審判
［球審］ジョン・ハーシュベック
［塁審］一塁: ジム・エバンス、二塁: テリー・クーニー、三塁: ビック・ボルタジオ
［外審］左翼: ラリー・マッコイ、右翼: リッチ・ガルシア
5. 試合開始時刻: 東部夏時間（UTC-4）午後8時15分  試合時間: 3時間42分  観客: 3万5070人  気温: 71°F（21.7°C）
詳細: Baseball-Reference.com

| オークランド・アスレチックス | オークランド・アスレチックス | オークランド・アスレチックス | オークランド・アスレチックス | オークランド・アスレチックス                                                                                              | ボストン・レッドソックス | ボストン・レッドソックス | ボストン・レッドソックス | ボストン・レッドソックス | ボストン・レッドソックス |
| ---------------------------- | ---------------------------- | ---------------------------- | ---------------------------- | --- | ------------------------ | ------------------------ | ------------------------ | ------------------------ | --- |
| 打順                         | 守備                         | 選手                         | 打席                         | B・ウェルチR・ハッシーM・マグワイアM・ガイエゴC・ランス · フォードW・ワイスR・ヘンダーソンW・マギーJ・カンセコH・ベインズ | 打順                     | 守備                     | 選手                     | 打席                     | D・キーカーT・ペーニャC・キンタナJ・リードW・ボッグスL・リベラM・グリーン · ウェルE・バークスT・ブラナン · スキーD・エバンス |
| 1                            | 左                           | R・ヘンダーソン              | 右                           | B・ウェルチR・ハッシーM・マグワイアM・ガイエゴC・ランス · フォードW・ワイスR・ヘンダーソンW・マギーJ・カンセコH・ベインズ | 1                        | 二                       | J・リード                | 右                       | D・キーカーT・ペーニャC・キンタナJ・リードW・ボッグスL・リベラM・グリーン · ウェルE・バークスT・ブラナン · スキーD・エバンス |
| 2                            | 中                           | W・マギー                    | 両                           | B・ウェルチR・ハッシーM・マグワイアM・ガイエゴC・ランス · フォードW・ワイスR・ヘンダーソンW・マギーJ・カンセコH・ベインズ | 2                        | 一                       | C・キンタナ              | 右                       | D・キーカーT・ペーニャC・キンタナJ・リードW・ボッグスL・リベラM・グリーン · ウェルE・バークスT・ブラナン · スキーD・エバンス |
| 3                            | 右                           | J・カンセコ                  | 右                           | B・ウェルチR・ハッシーM・マグワイアM・ガイエゴC・ランス · フォードW・ワイスR・ヘンダーソンW・マギーJ・カンセコH・ベインズ | 3                        | 三                       | W・ボッグス              | 左                       | D・キーカーT・ペーニャC・キンタナJ・リードW・ボッグスL・リベラM・グリーン · ウェルE・バークスT・ブラナン · スキーD・エバンス |
| 4                            | DH                           | H・ベインズ                  | 左                           | B・ウェルチR・ハッシーM・マグワイアM・ガイエゴC・ランス · フォードW・ワイスR・ヘンダーソンW・マギーJ・カンセコH・ベインズ | 4                        | 中                       | E・バークス              | 右                       | D・キーカーT・ペーニャC・キンタナJ・リードW・ボッグスL・リベラM・グリーン · ウェルE・バークスT・ブラナン · スキーD・エバンス |
| 5                            | 一                           | M・マグワイア                | 右                           | B・ウェルチR・ハッシーM・マグワイアM・ガイエゴC・ランス · フォードW・ワイスR・ヘンダーソンW・マギーJ・カンセコH・ベインズ | 5                        | 左                       | M・グリーンウェル        | 左                       | D・キーカーT・ペーニャC・キンタナJ・リードW・ボッグスL・リベラM・グリーン · ウェルE・バークスT・ブラナン · スキーD・エバンス |
| 6                            | 三                           | C・ランスフォード            | 右                           | B・ウェルチR・ハッシーM・マグワイアM・ガイエゴC・ランス · フォードW・ワイスR・ヘンダーソンW・マギーJ・カンセコH・ベインズ | 6                        | DH                       | D・エバンス              | 右                       | D・キーカーT・ペーニャC・キンタナJ・リードW・ボッグスL・リベラM・グリーン · ウェルE・バークスT・ブラナン · スキーD・エバンス |
| 7                            | 捕                           | R・ハッシー                  | 左                           | B・ウェルチR・ハッシーM・マグワイアM・ガイエゴC・ランス · フォードW・ワイスR・ヘンダーソンW・マギーJ・カンセコH・ベインズ | 7                        | 右                       | T・ブラナンスキー        | 右                       | D・キーカーT・ペーニャC・キンタナJ・リードW・ボッグスL・リベラM・グリーン · ウェルE・バークスT・ブラナン · スキーD・エバンス |
| 8                            | 遊                           | W・ワイス                    | 両                           | B・ウェルチR・ハッシーM・マグワイアM・ガイエゴC・ランス · フォードW・ワイスR・ヘンダーソンW・マギーJ・カンセコH・ベインズ | 8                        | 捕                       | T・ペーニャ              | 右                       | D・キーカーT・ペーニャC・キンタナJ・リードW・ボッグスL・リベラM・グリーン · ウェルE・バークスT・ブラナン · スキーD・エバンス |
| 9                            | 二                           | M・ガイエゴ                  | 右                           | B・ウェルチR・ハッシーM・マグワイアM・ガイエゴC・ランス · フォードW・ワイスR・ヘンダーソンW・マギーJ・カンセコH・ベインズ | 9                        | 遊                       | L・リベラ                | 右                       | D・キーカーT・ペーニャC・キンタナJ・リードW・ボッグスL・リベラM・グリーン · ウェルE・バークスT・ブラナン · スキーD・エバンス |
| 先発投手                     | 先発投手                     | 先発投手                     | 投球                         | B・ウェルチR・ハッシーM・マグワイアM・ガイエゴC・ランス · フォードW・ワイスR・ヘンダーソンW・マギーJ・カンセコH・ベインズ | 先発投手                 | 先発投手                 | 先発投手                 | 投球                     | D・キーカーT・ペーニャC・キンタナJ・リードW・ボッグスL・リベラM・グリーン · ウェルE・バークスT・ブラナン · スキーD・エバンス |
| B・ウェルチ                  | B・ウェルチ                  | B・ウェルチ                  | 右                           | B・ウェルチR・ハッシーM・マグワイアM・ガイエゴC・ランス · フォードW・ワイスR・ヘンダーソンW・マギーJ・カンセコH・ベインズ | D・キーカー              | D・キーカー              | D・キーカー              | 右                       | D・キーカーT・ペーニャC・キンタナJ・リードW・ボッグスL・リベラM・グリーン · ウェルE・バークスT・ブラナン · スキーD・エバンス |

### 第3戦 10月9日
- オークランド・アラメダ・カウンティ・コロシアム（カリフォルニア州オークランド）

|                              | 1 | 2 | 3 | 4 | 5 | 6 | 7 | 8 | 9 | R | H | E |
| ---------------------------- | - | - | - | - | - | - | - | - | - | - | - | - |
| ボストン・レッドソックス     | 0 | 1 | 0 | 0 | 0 | 0 | 0 | 0 | 0 | 1 | 8 | 3 |
| オークランド・アスレチックス | 0 | 0 | 0 | 2 | 0 | 2 | 0 | 0 | X | 4 | 6 | 0 |

1. 勝利：マイク・ムーア（1勝）
2. セーブ：デニス・エカーズリー（2S）
3. 敗戦：マイク・ボディッカー（1敗）
4. 審判
［球審］ジム・エバンス
［塁審］一塁: テリー・クーニー、二塁: ビック・ボルタジオ、三塁: ラリー・マッコイ
［外審］左翼: リッチ・ガルシア、右翼: ジョン・ハーシュベック
5. 試合開始時刻: 太平洋夏時間（UTC-7）午後0時20分  試合時間: 2時間47分  観客: 4万9026人  気温: 75°F（23.9°C）
詳細: Baseball-Reference.com

| ボストン・レッドソックス | ボストン・レッドソックス | ボストン・レッドソックス | ボストン・レッドソックス | ボストン・レッドソックス | オークランド・アスレチックス | オークランド・アスレチックス | オークランド・アスレチックス | オークランド・アスレチックス | オークランド・アスレチックス |
| ------------------------ | ------------------------ | ------------------------ | ------------------------ | --- | ---------------------------- | ---------------------------- | ---------------------------- | ---------------------------- | --- |
| 打順                     | 守備                     | 選手                     | 打席                     | M・ボディッカーT・ペーニャC・キンタナJ・リードW・ボッグスL・リベラM・グリーン · ウェルE・バークスT・ブラナン · スキーD・エバンス | 打順                         | 守備                         | 選手                         | 打席                         | M・ムーアT・スタインバックM・マグワイアW・ランドルフC・ランス · フォードM・ガイエゴR・ヘンダーソンD・ヘンダーソンJ・カンセコH・ベインズ |
| 1                        | 二                       | J・リード                | 右                       | M・ボディッカーT・ペーニャC・キンタナJ・リードW・ボッグスL・リベラM・グリーン · ウェルE・バークスT・ブラナン · スキーD・エバンス | 1                            | 左                           | R・ヘンダーソン              | 右                           | M・ムーアT・スタインバックM・マグワイアW・ランドルフC・ランス · フォードM・ガイエゴR・ヘンダーソンD・ヘンダーソンJ・カンセコH・ベインズ |
| 2                        | 一                       | C・キンタナ              | 右                       | M・ボディッカーT・ペーニャC・キンタナJ・リードW・ボッグスL・リベラM・グリーン · ウェルE・バークスT・ブラナン · スキーD・エバンス | 2                            | 三                           | C・ランスフォード            | 右                           | M・ムーアT・スタインバックM・マグワイアW・ランドルフC・ランス · フォードM・ガイエゴR・ヘンダーソンD・ヘンダーソンJ・カンセコH・ベインズ |
| 3                        | 三                       | W・ボッグス              | 左                       | M・ボディッカーT・ペーニャC・キンタナJ・リードW・ボッグスL・リベラM・グリーン · ウェルE・バークスT・ブラナン · スキーD・エバンス | 3                            | 右                           | J・カンセコ                  | 右                           | M・ムーアT・スタインバックM・マグワイアW・ランドルフC・ランス · フォードM・ガイエゴR・ヘンダーソンD・ヘンダーソンJ・カンセコH・ベインズ |
| 4                        | 中                       | E・バークス              | 右                       | M・ボディッカーT・ペーニャC・キンタナJ・リードW・ボッグスL・リベラM・グリーン · ウェルE・バークスT・ブラナン · スキーD・エバンス | 4                            | DH                           | H・ベインズ                  | 左                           | M・ムーアT・スタインバックM・マグワイアW・ランドルフC・ランス · フォードM・ガイエゴR・ヘンダーソンD・ヘンダーソンJ・カンセコH・ベインズ |
| 5                        | 左                       | M・グリーンウェル        | 左                       | M・ボディッカーT・ペーニャC・キンタナJ・リードW・ボッグスL・リベラM・グリーン · ウェルE・バークスT・ブラナン · スキーD・エバンス | 5                            | 一                           | M・マグワイア                | 右                           | M・ムーアT・スタインバックM・マグワイアW・ランドルフC・ランス · フォードM・ガイエゴR・ヘンダーソンD・ヘンダーソンJ・カンセコH・ベインズ |
| 6                        | DH                       | D・エバンス              | 右                       | M・ボディッカーT・ペーニャC・キンタナJ・リードW・ボッグスL・リベラM・グリーン · ウェルE・バークスT・ブラナン · スキーD・エバンス | 6                            | 中                           | D・ヘンダーソン              | 右                           | M・ムーアT・スタインバックM・マグワイアW・ランドルフC・ランス · フォードM・ガイエゴR・ヘンダーソンD・ヘンダーソンJ・カンセコH・ベインズ |
| 7                        | 右                       | T・ブラナンスキー        | 右                       | M・ボディッカーT・ペーニャC・キンタナJ・リードW・ボッグスL・リベラM・グリーン · ウェルE・バークスT・ブラナン · スキーD・エバンス | 7                            | 捕                           | T・スタインバック            | 右                           | M・ムーアT・スタインバックM・マグワイアW・ランドルフC・ランス · フォードM・ガイエゴR・ヘンダーソンD・ヘンダーソンJ・カンセコH・ベインズ |
| 8                        | 捕                       | T・ペーニャ              | 右                       | M・ボディッカーT・ペーニャC・キンタナJ・リードW・ボッグスL・リベラM・グリーン · ウェルE・バークスT・ブラナン · スキーD・エバンス | 8                            | 二                           | W・ランドルフ                | 右                           | M・ムーアT・スタインバックM・マグワイアW・ランドルフC・ランス · フォードM・ガイエゴR・ヘンダーソンD・ヘンダーソンJ・カンセコH・ベインズ |
| 9                        | 遊                       | L・リベラ                | 右                       | M・ボディッカーT・ペーニャC・キンタナJ・リードW・ボッグスL・リベラM・グリーン · ウェルE・バークスT・ブラナン · スキーD・エバンス | 9                            | 遊                           | M・ガイエゴ                  | 右                           | M・ムーアT・スタインバックM・マグワイアW・ランドルフC・ランス · フォードM・ガイエゴR・ヘンダーソンD・ヘンダーソンJ・カンセコH・ベインズ |
| 先発投手                 | 先発投手                 | 先発投手                 | 投球                     | M・ボディッカーT・ペーニャC・キンタナJ・リードW・ボッグスL・リベラM・グリーン · ウェルE・バークスT・ブラナン · スキーD・エバンス | 先発投手                     | 先発投手                     | 先発投手                     | 投球                         | M・ムーアT・スタインバックM・マグワイアW・ランドルフC・ランス · フォードM・ガイエゴR・ヘンダーソンD・ヘンダーソンJ・カンセコH・ベインズ |
| M・ボディッカー          | M・ボディッカー          | M・ボディッカー          | 右                       | M・ボディッカーT・ペーニャC・キンタナJ・リードW・ボッグスL・リベラM・グリーン · ウェルE・バークスT・ブラナン · スキーD・エバンス | M・ムーア                    | M・ムーア                    | M・ムーア                    | 右                           | M・ムーアT・スタインバックM・マグワイアW・ランドルフC・ランス · フォードM・ガイエゴR・ヘンダーソンD・ヘンダーソンJ・カンセコH・ベインズ |

### 第4戦 10月10日
- オークランド・アラメダ・カウンティ・コロシアム（カリフォルニア州オークランド）

|                              | 1 | 2 | 3 | 4 | 5 | 6 | 7 | 8 | 9 | R | H | E |
| ---------------------------- | - | - | - | - | - | - | - | - | - | - | - | - |
| ボストン・レッドソックス     | 0 | 0 | 0 | 0 | 0 | 0 | 0 | 0 | 1 | 1 | 4 | 1 |
| オークランド・アスレチックス | 0 | 3 | 0 | 0 | 0 | 0 | 0 | 0 | 0 | 3 | 6 | 0 |

1. 勝利：デーブ・スチュワート（2勝）
2. セーブ：リック・ハニカット（1S）
3. 敗戦：ロジャー・クレメンス（1敗）
4. 審判
［球審］テリー・クーニー
［塁審］一塁: ビック・ボルタジオ、二塁: ラリー・マッコイ、三塁: リッチ・ガルシア
［外審］左翼: ジョン・ハーシュベック、右翼: ジム・エバンス
5. 試合開始時刻: 太平洋夏時間（UTC-7）午後0時20分  試合時間: 3時間2分  観客: 4万9052人  気温: 71°F（21.7°C）
詳細: Baseball-Reference.com

| ボストン・レッドソックス | ボストン・レッドソックス | ボストン・レッドソックス | ボストン・レッドソックス | ボストン・レッドソックス | オークランド・アスレチックス | オークランド・アスレチックス | オークランド・アスレチックス | オークランド・アスレチックス | オークランド・アスレチックス |
| ------------------------ | ------------------------ | ------------------------ | ------------------------ | --- | ---------------------------- | ---------------------------- | ---------------------------- | ---------------------------- | --- |
| 打順                     | 守備                     | 選手                     | 打席                     | R・クレメンスT・ペーニャC・キンタナJ・リードW・ボッグスL・リベラM・グリーン · ウェルE・バークスT・ブラナン · スキーD・エバンス | 打順                         | 守備                         | 選手                         | 打席                         | D・スチュワートT・スタインバックM・マグワイアW・ランドルフC・ランス · フォードM・ガイエゴR・ヘンダーソンD・ヘンダーソンJ・カンセコH・ベインズ |
| 1                        | 中                       | E・バークス              | 右                       | R・クレメンスT・ペーニャC・キンタナJ・リードW・ボッグスL・リベラM・グリーン · ウェルE・バークスT・ブラナン · スキーD・エバンス | 1                            | 左                           | R・ヘンダーソン              | 右                           | D・スチュワートT・スタインバックM・マグワイアW・ランドルフC・ランス · フォードM・ガイエゴR・ヘンダーソンD・ヘンダーソンJ・カンセコH・ベインズ |
| 2                        | 二                       | J・リード                | 右                       | R・クレメンスT・ペーニャC・キンタナJ・リードW・ボッグスL・リベラM・グリーン · ウェルE・バークスT・ブラナン · スキーD・エバンス | 2                            | 中                           | D・ヘンダーソン              | 右                           | D・スチュワートT・スタインバックM・マグワイアW・ランドルフC・ランス · フォードM・ガイエゴR・ヘンダーソンD・ヘンダーソンJ・カンセコH・ベインズ |
| 3                        | 三                       | W・ボッグス              | 左                       | R・クレメンスT・ペーニャC・キンタナJ・リードW・ボッグスL・リベラM・グリーン · ウェルE・バークスT・ブラナン · スキーD・エバンス | 3                            | 右                           | J・カンセコ                  | 右                           | D・スチュワートT・スタインバックM・マグワイアW・ランドルフC・ランス · フォードM・ガイエゴR・ヘンダーソンD・ヘンダーソンJ・カンセコH・ベインズ |
| 4                        | 左                       | M・グリーンウェル        | 左                       | R・クレメンスT・ペーニャC・キンタナJ・リードW・ボッグスL・リベラM・グリーン · ウェルE・バークスT・ブラナン · スキーD・エバンス | 4                            | DH                           | H・ベインズ                  | 左                           | D・スチュワートT・スタインバックM・マグワイアW・ランドルフC・ランス · フォードM・ガイエゴR・ヘンダーソンD・ヘンダーソンJ・カンセコH・ベインズ |
| 5                        | 捕                       | T・ペーニャ              | 右                       | R・クレメンスT・ペーニャC・キンタナJ・リードW・ボッグスL・リベラM・グリーン · ウェルE・バークスT・ブラナン · スキーD・エバンス | 5                            | 三                           | C・ランスフォード            | 右                           | D・スチュワートT・スタインバックM・マグワイアW・ランドルフC・ランス · フォードM・ガイエゴR・ヘンダーソンD・ヘンダーソンJ・カンセコH・ベインズ |
| 6                        | DH                       | D・エバンス              | 右                       | R・クレメンスT・ペーニャC・キンタナJ・リードW・ボッグスL・リベラM・グリーン · ウェルE・バークスT・ブラナン · スキーD・エバンス | 6                            | 捕                           | T・スタインバック            | 右                           | D・スチュワートT・スタインバックM・マグワイアW・ランドルフC・ランス · フォードM・ガイエゴR・ヘンダーソンD・ヘンダーソンJ・カンセコH・ベインズ |
| 7                        | 右                       | T・ブラナンスキー        | 右                       | R・クレメンスT・ペーニャC・キンタナJ・リードW・ボッグスL・リベラM・グリーン · ウェルE・バークスT・ブラナン · スキーD・エバンス | 7                            | 一                           | M・マグワイア                | 右                           | D・スチュワートT・スタインバックM・マグワイアW・ランドルフC・ランス · フォードM・ガイエゴR・ヘンダーソンD・ヘンダーソンJ・カンセコH・ベインズ |
| 8                        | 一                       | C・キンタナ              | 右                       | R・クレメンスT・ペーニャC・キンタナJ・リードW・ボッグスL・リベラM・グリーン · ウェルE・バークスT・ブラナン · スキーD・エバンス | 8                            | 二                           | W・ランドルフ                | 右                           | D・スチュワートT・スタインバックM・マグワイアW・ランドルフC・ランス · フォードM・ガイエゴR・ヘンダーソンD・ヘンダーソンJ・カンセコH・ベインズ |
| 9                        | 遊                       | L・リベラ                | 右                       | R・クレメンスT・ペーニャC・キンタナJ・リードW・ボッグスL・リベラM・グリーン · ウェルE・バークスT・ブラナン · スキーD・エバンス | 9                            | 遊                           | M・ガイエゴ                  | 右                           | D・スチュワートT・スタインバックM・マグワイアW・ランドルフC・ランス · フォードM・ガイエゴR・ヘンダーソンD・ヘンダーソンJ・カンセコH・ベインズ |
| 先発投手                 | 先発投手                 | 先発投手                 | 投球                     | R・クレメンスT・ペーニャC・キンタナJ・リードW・ボッグスL・リベラM・グリーン · ウェルE・バークスT・ブラナン · スキーD・エバンス | 先発投手                     | 先発投手                     | 先発投手                     | 投球                         | D・スチュワートT・スタインバックM・マグワイアW・ランドルフC・ランス · フォードM・ガイエゴR・ヘンダーソンD・ヘンダーソンJ・カンセコH・ベインズ |
| R・クレメンス            | R・クレメンス            | R・クレメンス            | 右                       | R・クレメンスT・ペーニャC・キンタナJ・リードW・ボッグスL・リベラM・グリーン · ウェルE・バークスT・ブラナン · スキーD・エバンス | D・スチュワート              | D・スチュワート              | D・スチュワート              | 右                           | D・スチュワートT・スタインバックM・マグワイアW・ランドルフC・ランス · フォードM・ガイエゴR・ヘンダーソンD・ヘンダーソンJ・カンセコH・ベインズ |